# Renau (Neger)
Die Renau ist ein 5,4 km langer, rechter Nebenfluss der Neger.

## Verlauf
Die Renau entspringt zwischen dem Kahlen Asten und dem nördlich gelegenen Bremberg und fließt dann in generell nordwestlicher Richtung. An der Schafsbrücke, etwas oberhalb von Jagdschloss Siedlinghausen, quert die Renau die Landesstraße 742 von Rehsiepen nach Siedlinghausen und mündet kurz danach in die Neger. Das Renautal weist typische Überformungen durch kleine eiszeitliche Gletscher auf und ist fast vollständig bewaldet.
Die Quelle befindet sich nur wenige Meter von der Rhein-Weser-Wasserscheide entfernt. Die Renau ist bei ihrer Mündung länger und wasserreicher als die Neger, und diese wiederum bei ihrer Mündung südlich von Olsberg wasserreicher und länger als die Ruhr.

## Wirtschaft und Kultur
Im unteren Renautal war eine Trinkwassertalsperre geplant mit einem Fassungsvermögen von 18 Mio. m³.
Fast die gesamten Talsohlen entlang der Renau und ihrer Nebenbäche umfasst das 98,37 ha große Naturschutzgebiet Gutmecke und Renau, das viele Pflanzen und Tierarten beherbergt, die auf der Roten Liste stehen.